# Merlene Otteyová
Merlene Joyce Otteyová (* 10. května 1960, Cold Spring, Jamajka) je slovinská atletka, sprinterka, která do roku 2002 závodila a největší sportovní úspěchy dosáhla za Jamajku. Je dvojnásobnou mistryní světa a dvojnásobnou halovou mistryní světa v běhu na 200 metrů.
Během své kariéry získala 22 medailí z olympijských her a z mistrovství světa. Poprvé získala olympijskou medaili již v roce 1980 Moskvě. Poslední o 20 let později na olympijských hrách v Sydney v roce 2000. V roce 1990 se stala vítězkou ankety Atlet světa.
Na sklonku kariéry (v roce 2007) závodila v dresu klubu ACP Olymp Brno na finále atletické extraligy v Sušici. 